# Liste der Naturdenkmale im Landkreis Neunkirchen
Die Liste der Naturdenkmale im Landkreis Neunkirchen nennt die Listen der im Landkreis Neunkirchen im Saarland gelegenen Naturdenkmale.
| Ort                | Liste                                         |
| ------------------ | --------------------------------------------- |
| Eppelborn          | Liste der Naturdenkmale in Eppelborn          |
| Illingen (Saar)    | Liste der Naturdenkmale in Illingen (Saar)    |
| Merchweiler        | Liste der Naturdenkmale in Merchweiler        |
| Neunkirchen (Saar) | Liste der Naturdenkmale in Neunkirchen        |
| Ottweiler          | Liste der Naturdenkmale in Ottweiler          |
| Schiffweiler       | Liste der Naturdenkmale in Schiffweiler       |
| Spiesen-Elversberg | Liste der Naturdenkmale in Spiesen-Elversberg |